# Малиновка (Мордовия)
Малиновка — посёлок в составе Бабеевского сельского поселения Темниковского района Республики Мордовия.

## География
Находится на расстоянии примерно 17 километров по прямой на юго-запад от районного центра города Темников.

## История
Основан в 1929 году переселенцами из села Лесное Кичатово. В 1931 в нём было учтено 8 дворов.

## Население
Постоянное население составляло 5 человек (русские 80 %) в 2002 году, 1 в 2010 году.